# Mustapha Kiddi
Mustapha Kiddi (en arabe : مصطفى قيدي) est un footballeur international marocain, né le 16 janvier 1964 à Marrakech, au Maroc,. Il est actuellement entraîneur de l'équipe d'espoirs du Kawkab de Marrakech.

## Biographie

### Carrière

#### En club
Après avoir débuté par le football de quartier, d'abord à Hay Bouskri, puis, principalement, à Bab Ghmat, Charij, Sidi Youssef ben Ali et Bab Jdid, Mustapha Kiddi prend sa première licence, en 1978, au Massira de Marrakech, qui évolue, alors, en troisième division. Il rejoint, ensuite, le Kawkab, club plus huppé de sa ville natale, en 1983. Il y débute lors d'un tournoi amical réunissant son nouveau club, organisateur du tournoi, ainsi que le Difaâ d'El Jadida, le Mouloudia de Marrakech et le KAC de Kénitra. Sur le plan individuel, dès sa deuxième saison dans le club marrakchi, il est sacré meilleur buteur de D2, en 1984-1985, année de la remontée du club en première division.
En 1987, il remporte son premier titre national, la Coupe du Trône. Face à la Renaissance de Berkane, il inscrit, dès la première minute de jeu, le but le plus rapide d'une finale de la compétition,, pour un score final de quatre buts à zéro - doublé de Kiddi. Il enchaîne, après, avec une seconde coupe nationale, en 1991, grâce à une victoire par deux buts à un, en finale, face au KAC. Puis, en 1991-1992, alors que le KACM est en voie de remporter son deuxième championnat du Maroc, notamment après la victoire par six buts à zéro face aux FAR de Rabat, vice-champions en titre, il se blesse gravement au genou lors d'une rencontre amicale face à l'Olympique de Safi,. Après avoir subi une opération chirurgicale, il reprend néanmoins la compétition quelques semaines plus tard, bien qu'il ait été mal soigné. Rentré pour les quinze dernières minutes d'une partie de championnat face au Raja de Casablanca, il est blessé par le défenseur international marocain Tijani El Maâtaoui. Kiddi ne sera plus le même après cette nouvelle blessure: après être passé par l'Ittihad de Tanger, en 1993-1994, puis à l'Asmar de Marrakech, une saison plus tard, il raccroche, en 1997, après un ultime exercice dans les rangs du club de la Centrale laitière, surnommé le « Bon Lait », en deuxième division,.
Durant sa carrière, Mustapha Kiddi a reçu des sollicitations de clubs aussi bien nationaux, comme le Raja de Casablanca, qu'internationaux, comme le VVV Venlo,, aux Pays-Bas; le Football Club de Metz,, ou le Football Club Sochaux-Montbéliard, en France; Al Ain Club,, aux Émirats arabes unis; ou, encore, le FC Lausanne-Sport, en Suisse. Mais une règle inique, qui ne permettait pas, à l'époque, aux footballeurs marocains de quitter le championnat avant l'âge de 27 ans,,, l'empêcha de concrétiser ces offres par une carrière professionnelle.

#### En sélection
Surclassé en équipe juniors, où il est appelé, dès 1983, par Abdellah Blinda, pour participer à la Coupe de Palestine des nations, Mustapha Kiddi passe ensuite par les espoirs, entraînés par Abdallah Malaga, avec lesquels il dispute le Festival International Espoirs de Toulon et du Var, avant d’atterrir, en 1987, chez les A. Sous la houlette de Mehdi Faria, il dispute la Coupe d'Afrique des nations 1988, où les Lions de l'Atlas se classent quatrièmes. Kiddi ne prend part qu'à la rencontre pour la troisième place, face à l'Algérie, qu'il joue entièrement. La même année, il participe au tournoi international de France, où le Maroc perd la finale par deux buts à un face aux Bleus, au Stade Louis-II, à Monaco,. Après les éliminatoires de la Coupe du monde de 1990, son dernier match en sélection a lieu en 1991.
| Caps | Date       | Match             | Lieu       | Score         | Compétition           |
| X    | 19/09/1987 | Algérie B - Maroc | Lattaquié  | 1 - 2         | J.M 1987              |
| X    | 17/01/1988 | Tunisie - Maroc   | Tunis      | 1 - 0         | Elim. J.O 1988        |
| 1    | 02/02/1988 | Maroc - Autriche  | Monaco     | 3 - 1         | Tournoi international |
| 2    | 05/02/1988 | France - Maroc    | Monaco     | 1 - 0         | Tournoi international |
| 3    | 03/03/1988 | Maroc - RDA       | Mohammedia | 2 - 1         | Amical                |
| 4    | 26/03/1988 | Maroc - Algérie   | Casablanca | 1 - 1(3 - 4p) | Classement CAN 1988   |
| 5    | 22/01/1989 | Tunisie - Maroc   | Tunis      | 2 - 1         | Elim. CM 1990         |
| 6    | 13/08/1989 | Maroc - Tunisie   | Casablanca | 0 - 0         | Elim. CM 90           |
| 7    | 27/08/1989 | Maroc - Zaire     | Kénitra    | 1 - 1         | Elim. CM 1990         |
| ---- | ---------- | ----------------- | ---------- | ------------- | --------------------- |

### Après carrière
Vers 2005, Mustapha Kiddi occupe le poste de conseiller technique du Najm de Marrakech. En parallèle, il gère aussi l'association des anciens joueurs de Marrakech.
Le 14 décembre 2010, la Fédération royale marocaine de football annonce qu'il est admis à la licence C de la Confédération africaine de football.

## Palmarès

### En club
- Avec le Kawkab de Marrakech:
  - Vainqueur du Championnat du Maroc en 1992[5].
  - Vainqueur de la Coupe du Trône en 1987 et 1991[5].

### En sélection
- Quatrième place à la Coupe d'Afrique des nations 1988.

### Distinctions individuelles
- Meilleur buteur du Championnat du Maroc D2 en 1985[5].

## Style de jeu
Doté d'une technique exceptionnelle et d'un gabarit impressionnant, Mustapha Kiddi parvenait, très facilement, à s'imposer dans les airs. Ainsi, il fit de son jeu de tête son point fort,. D'ailleurs, c'est de cette manière qu'il marqua la majorité de ses buts.

## Vie privée
Le frère aîné de Mustapha Kiddi, Si Mohamed, était lui aussi footballeur: il était défenseur au Mouloudia de Marrakech. Les deux frères ont déjà eu l'occasion d'en découdre lors d'un derby KACM-MCM. Mustapha est aussi père de trois enfants: Mehdi, Karim et Jalal. En 2007, Mehdi et Karim évoluaient dans les rangs inférieurs du KACM. La mère de Kiddi est décédée en février 2012. Elle est inhumée dans un cimetière du quartier de Bab Ghmat, en présence de plusieurs anciens joueurs marrakchis ainsi que des supporters du club.
A la fin de sa carrière, Mustapha Kiddi a travaillé dans le secteur hôtelier.